# گودلوو-گوژیوو
گودلوو-گوژیوو (به لاتین: Godlewo-Gorzejewo) یک روستا در لهستان است که در گمینا اندژیوو واقع شده‌است. گودلوو-گوژیوو ۶۰ نفر جمعیت دارد.